# 7 Khoon Maaf
 7 Khoon Maaf  o Saat Khoon Maaf (en hindi ७ खून माफ़ या सात खून माफ़, en urdú سات خون معاف, "Set assassinats perdonats") és una pel·lícula de Bollywood dirigida per Vishal Bhardwaj estrenada el febrer de 2011. Es basa en la novel·la Susanna's Seven Husbands, de l'escriptor indi Ruskin Bond. Comèdia d'humor negre, conta la vida d'una dona els set marits de la qual moren tan bruscament com inexplicablement. El paper principal és interpretat per Priyanka Chopra envoltada de Neil Nitin Mukesh, John Abraham, Irrfan Khan, Naseeruddin Shah, Aleksandr Dyachenko, Annu Kapoor i Vivaan Shah.

## Argument
La molt bella i atractiva Susanna es casa primer de tot amb el major Edwin Rodriques, després, molt ràpidament, es casa amb Jimmy de bonica veu. A aquest cantant succeeixen un poeta, Musafir, després un rus, Nicolai Vronsky, que no sobreviuen més que els seus predecessors. Tots aquests viduatges acaben atraient l'atenció de la policia i especialment la de l'inspector Keemat Lal que mor desafortunadament. Aquests dols repetits afecten dolorosament Susanna que, feliçment per a ella i desgraciadament per a ell, és atesa per l'excel·lent doctor Modhusudhon Tarafdar. La llista de les víctimes s'allarga.

## Repartiment
- Priyanka Chopra: Susanna Anna-Marie Johannes
- Neil Nitin Mukesh: Major Edwin Rodriques
- John Abraham: Jimmy Stetson
- Irrfan Khan: Wasiullah Khan àlies Musafir
- Aleksandr Dyachenko: Nicolai Vronsky
- Annu Kapoor: Keemat Lal
- Naseeruddin Shah: Dr. Modhusudhon Tarafdar
- Vivaan Shah: Arun
- Usha Uthup: l'empleada
- Konkona Sen Sharma: cameo
- Ruskin Bond: cameo

## Música
La pel·lícula té nou cançons compostes per Vishal Bhardwaj i escrites per Gulzar.
- Darling interpretada per Usha Uthup, Rekha Bhardwaj	(3:27)
- Bekaraan interpretada per Vishal Bhardwaj (6:25)
- O' Mama interpretada per KK, Rap: Clinton Cerejo (4:53)
- Awaara interpretada per Master Saleem (5:31)
- Tere Liye interpretada per Suresh Wadkar (5:42)
- Dil Dil Hai interpretada per Suraj Jagan (3:06)
- Yeshu interpretada per Rekha Bhardwaj (6:26)
- Doosri Darling interpretada per Usha Uthup, Rekha Bhardwaj, Clinton Cerejo, Francois Castellino (3:04)
- O' Mama (acústica) interpretada per KK (1:50)